# 시장 근본주의
시장 근본주의(market fundamentalism) 또는 자유 시장 근본주의(free-market fundamentalism)는 규제되지 않은 자유방임주의 또는 자유 시장 자본주의 정책이 대부분의 경제 및 사회 문제를 해결할 수 있다는 강한 믿음에 적용되는 용어이다. 이는 종종 앞서 말한 신념을 비판하는 사람들에 의해 경멸적인 의미로 사용된다.

## 유래 및 용도
팔라구미 사이나스(Palagummi Sainath)는 언론인이자 운동가인 제레미 시브룩(Jeremy Seabrook)이 이 용어를 처음 사용했다고 믿는다. 이 용어는 조나단 벤탈(Jonathan Benthall)이 1991년 앤스로폴로지 투데이(Anthropology Today) 사설에서 사용했고 존 랭모어(John Langmore)와 존 퀴긴(John Quiggin)은 1994년 저서 워크 포 올(Work for All)에서 사용했다.
경제학자 존 퀴긴에 따르면, 경제 근본주의 수사의 표준적인 특징은 반대되는 견해를 가진 사람은 누구나 진정한 경제학자가 아니라는 주장과 결합된 독단적인 주장이다. 그러나 코줄-라이트(Kozul-Wright)는 자신의 저서 시장 근본주의의 저항할 수 없는 부상(The Resistible Rise of Market Fundamentalism)에서 신자유주의와 보수 정치인들이 "시장 세력의 불가피성"을 강조하는 경향이 있으며 선택한 정책에 대한 그들의 신뢰는 "암묵적이고 숨겨진 가정, 신화의 혼합"에 달려 있다고 말한다. 자국의 경제 발전의 역사와 공익이라는 수사로 위장된 특수 이익을 추구하는 것이다." 사회학자인 프레드 L. 블록(Fred L. Block)과 마가렛 소머즈(Margaret Somers)는 "이 용어가 시장 자율 규제를 옹호하는 현대인들이 표현한 준종교적 확실성을 전달하기 때문에"라는 라벨을 사용한다.

## 같이 보기
- 아나르코자본주의
- 헤르만 헬러
- 아나르코자본주의
- 경제적 자유주의
- 후기자본주의
- 신자유주의
- 객관주의
- 우파 자유지상주의
- 사회진화론